# Naitō Kiyonaga
Naitō Kiyonaga est un nom japonais traditionnel ; le nom de famille (ou le nom d'école), Naitō, précède donc le prénom (ou le nom d'artiste).
Naitō Kiyonaga (内藤 清長, 1501-17 septembre 1564) est un samouraï de la période Sengoku au service du clan Matsudaira de la province de Mikawa. Il est le père de Naitō Ienaga, samouraï au service de Tokugawa Ieyasu.

## Source de la traduction
- (en) Cet article est partiellement ou en totalité issu de l’article de Wikipédia en anglais intitulé « Naitō Kiyonaga » (voir la liste des auteurs).